# Rue Pierre-Larousse
Ne doit pas être confondu avec Rue Labrouste.
La rue Pierre-Larousse est une voie située dans le quartier de Plaisance du 14e arrondissement de Paris, en France.

## Situation et accès
La rue Pierre-Larousse est une voie publique située dans le 14e arrondissement de Paris. Elle débute au 92, rue Didot et se termine au 161, rue Raymond-Losserand.

## Origine du nom
La rue a été nommée en l'honneur de Pierre Larousse (1817-1875), auteur des dictionnaires Larousse, dont le Grand dictionnaire universel du XIXe siècle.

## Historique
Ouverte en 1886 sous le nom de « rue Chanudet », elle prend sa dénomination actuelle par arrêté du 18 avril 1890.

## Sites particuliers
- La voie longe le côté nord de l'hôpital Saint-Joseph, en particulier la maternité Notre-Dame de Bon Secours, tout au long de laquelle est planté un petit arboretum d'une trentaine d'espèces d'arbres avec des panneaux descriptifs pour les passants de la rue Pierre-Larousse.
- L'école élémentaire publique Pierre-Larousse se trouve au no 28.

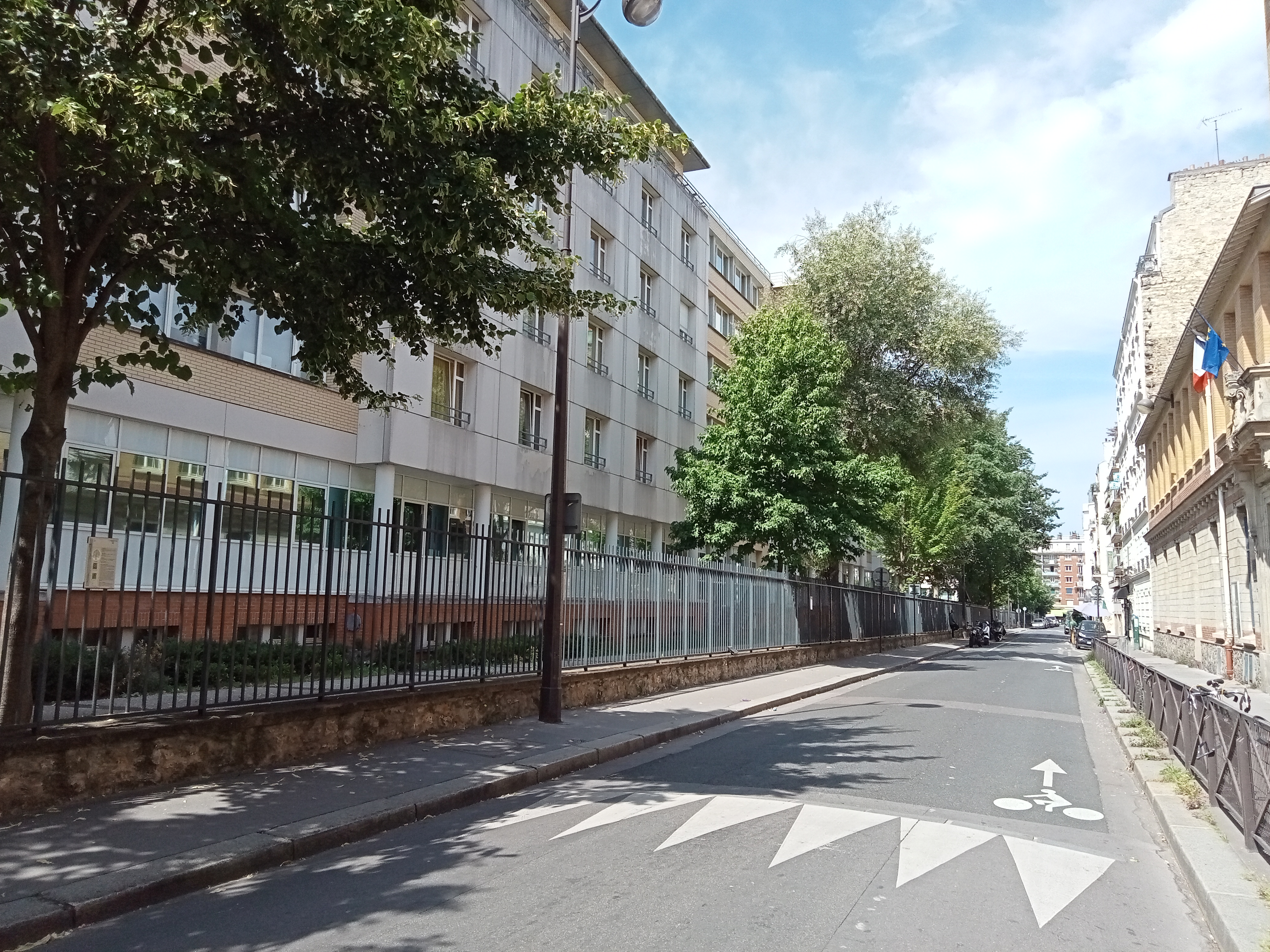
L'arboretum (trottoir de gauche) de l'hôpital Saint-Joseph.
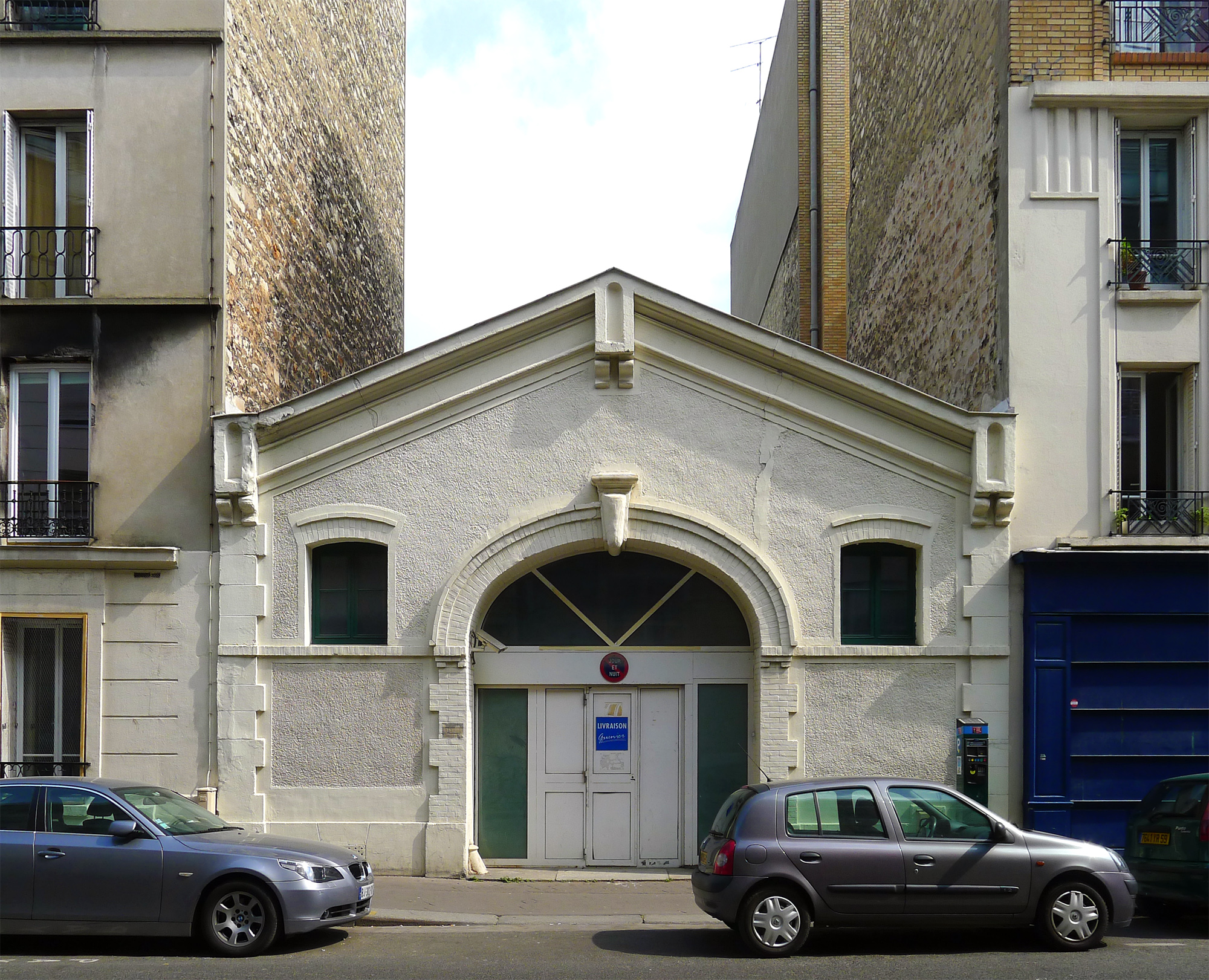
Petit bâtiment industriel entre deux immeubles d'habitation.